# Active Worlds
 (février 2016).
Si vous disposez d'ouvrages ou d'articles de référence ou si vous connaissez des sites web de qualité traitant du thème abordé ici, merci de compléter l'article en donnant les références utiles à sa vérifiabilité et en les liant à la section « Notes et références ».
Active Worlds (AW) est un univers virtuel en 3D en activité depuis le 28 juin 1995[réf. nécessaire], c'est l'un des plus anciens métavers d'Internet. Il est développé par la société Activeworlds Inc. basée à Las Vegas aux USA. Pour visiter Active Worlds il faut télécharger la dernière version du navigateur gratuit en version Mac OS X ou Windows.

## Présentation
Active Worlds est composé de centaines de mondes virtuels différents construits par les utilisateurs et qu'il est possible d'explorer sous la forme d'un avatar, son double numérique dans le programme, personnalisable. Il ne s'agit pas d'un jeu à proprement parler puisqu'il n'y a ni but ni objectif, ni point ni classement. Active Worlds permet de rencontrer des gens de partout dans le monde pour discuter (notamment avec un micro via VoIP) ou jouer dans un environnement interactif en 3D qui réunit texte, image, son et vidéo. Les utilisateurs se regroupent en communautés pour développer divers projets tels que l'organisation de rencontres, de jeux, de concours, d'expositions ou de mariages.
La particularité d'AW est qu'il est possible de réaliser facilement des constructions en temps réel avec des objets et des textures parmi des milliers de modèles différents. L'idée première d'Activeworlds, Inc. étant d'essayer de développer l'équivalent en 3D des sites Web en 2D. Chaque monde possède sa propre bibliothèque d'objets aux formats .rwx (RenderWare), .cob (TrueSpace) et .x (DirectX). Blender est recommandé pour la réalisation de ses propres modèles mais TrueSpace et Wings 3D sont très utilisés.
Alpha World, le monde le plus ancien et le plus vaste du métavers comptait début 2014 plus de 230 millions d'objets installés sur un territoire virtuel de plus de 420 000 kilomètres carrés virtuels.
L'accès au réseau est gratuit et le programme n'est pas limité dans le temps. Active Worlds possède sa propre monnaie, l'AWC (Active Worlds credit) pour acheter des accessoires pour compléter son avatar ou payer des services pour ouvrir son propre monde, obtenir un hébergement, augmenter sa limite de robots, etc.
Il existe un kit de développement (SDK) qui permet aux développeurs de créer des applications pour aider à la gestion des mondes ou l'organisation de jeux sous la forme de robots. On trouve aussi des utilitaires permettant entre autres de réaliser des cartes, créer du relief comme les Alpes ou faire des graphiques d'affluence. Il est possible d'héberger son propre monde grâce au world server.

## Histoire
À l'été 1994, Ron Britvich crée WebWorld, le premier monde 2.5D où des dizaines de milliers de personnes peuvent dialoguer, construire et voyager. WebWorld exploite les serveurs de Peregrine Systems, Inc. jusqu'à ce que Britvich quitte la compagnie pour rejoindre Knowledge Adventure Worlds (KAW) à l'automne. En février 1995, KAW se sépare de sa division Web 3D pour former la compagnie Worlds, Inc. Plusieurs autres développeurs ont rejoint Britvitch et WebWorld, renommé Alpha World, continuait d'être développé comme un projet interne en concurrence avec un projet similaire appelé publiquement World Chat, qui fut choisi par Worlds, Inc.
Le 28 juin 1995, Alpha World, renommé Active Worlds (de Active Worlds Explorer) était lancé officiellement en version 1.0. À ce moment, Circle of Fire (COF) a été formé afin de compléter Active Worlds. Cette société a joué ensuite un rôle central dans le développement du programme. En janvier 1997, après avoir dépensé 15 millions de dollars dans des investissements à risque, licencie une grande partie du personnel, tandis que World Chat est devenu WorldsPlayer. Active Worlds est alors cédé à COF et la plupart de l'équipe de développement rejoint la société. En juillet 1997, des désaccords internes causent le départ de la plupart des employés, y compris Britvich.
Le 21 janvier 1999, COF fusionne avec Vanguard Enterprises, Inc. qui change le nom de la compagnie en Activeworlds.com, Inc. puis plus tard en Activeworlds, Inc. Certains développeurs du début, comme Roland Vilett et Shamus Young restent impliqués dans Active Worlds et le développement du programme se poursuit ainsi des années.
En 2002, la compagnie augmente le prix annuel de la citoyenneté de 19,95 $ à 69,95 $. En septembre, elle est revendue à ses fondateurs Richard Noll et JP McCormick et redevient une société privée. La compagnie est renommée "Activeworlds, Inc.". En janvier 2006, le programme Wells Fargo Stagecoach Island est lancé. Il utilise une version précédente du logiciel, tandis que la version beta de AW 4.1 était disponible pour les citoyens uniquement.
À la fin août 2006, l'entreprise lance un nouveau produit, appelé Miuchiz, qui utilise la technologie Active Worlds. Dans ce monde virtuel, les utilisateurs, sous forme de Bratz ou d'autres personnages, interagissent avec le monde. Au début 2008, Activeworlds, Inc. prévoit de sortir la première fonction orientée client depuis des années : l'introduction d'avatars personnalisables similaires à Second Life, qui apparaît dans la version suivante du navigateur, 4.2. Cette version est lancée le 16 juin 2008. La version 4.2 inclut un nouveau moteur graphique, la possibilité d'afficher des pages Web sur des objets et les avatars personnalisables.
Le 24 juin 2009, Activeworlds, Inc. sort la version beta de la prochaine version 5.0. La version 6.0 sort le 7 juin 2012. À partir du 14 juin 2013, les comptes "touristes" sont supprimés, et tous les comptes citoyens deviennent gratuits.